# ナスルエルアラブ
ナスルエルアラブ (Nasr El Arab) はアメリカ合衆国生産の競走馬、種牡馬。ノーザンダンサーの3×4のインブリードを持つ良血馬で10億円のシンジケートが組まれ、アメリカより1989年に日本に導入された。

## 戦績
- 特記事項なき場合、本節の出典はEQUIBASE[3]

フランスにて3歳でデビューし、オカール賞とメゾンラフィット杯で1着になったほかジョッケクルブ賞（フランスダービー）に出走するも5着に入線、その後、アメリカに主戦場を移すと、オークツリー招待ハンデ（G1、芝12ハロン）とカールトン・F・バーグハンデキャップ（G1、芝10ハロン）のG1競走2勝を上げた。
4歳時もアメリカにて走り、チャールズ・H・ストラブステークス（G1、ダート10ハロン）とサンフアンカピストラーノインビテーショナルハンデキャップ（G1、芝14ハロン）のG1競走2勝を上げた。その後、アーリントンミリオンステークスでの10着を最後に引退した。

## 種牡馬成績
優駿スタリオンステーションなどにより10億円のシンジケートを組まれ、引退後は日本にて種牡馬生活を送った。マザーグースステークス、コーチングクラブアメリカンオークス、ケンタッキーオークスなどのG1を7勝し、協和牧場がアメリカから約3億円で購入したグッバイヘイローに初年度より3年連続で種付けされるなど期待をかけられ、当該配合はアメリカのG1馬同士の配合であったが、活躍馬は生まれなかった。種牡馬引退後の消息は不明。

### 主な産駒
- サンライズアトラス（京成杯オータムハンデキャップ）[4]
- マツノアマゾン（サラ系3歳優駿(荒尾)）[5]
- ロイヤルアラブ（ラ・フランス賞(上山)）[6]
- ビワセイハ（ギャラクシーステークス、リバーサイドステークス）[7]
- シスターソノ（繁殖牝馬。ロジータの仔でレギュラーメンバーの母）[8]

## 血統表
| ナスルエルアラブ (Nasr El Arab)の血統 | ナスルエルアラブ (Nasr El Arab)の血統   | ナスルエルアラブ (Nasr El Arab)の血統 | （血統表の出典）           | （血統表の出典） |
| 父系                                  | リファール系                            | リファール系                          | リファール系               | [ § 2 ]          |
| 父 Al Nasr 1978 青鹿毛 フランス       | 父の父Lyphard 1969 鹿毛 アメリカ        | Northern Dancer                       | Nearctic                   | Nearctic         |
| 父 Al Nasr 1978 青鹿毛 フランス       | 父の父Lyphard 1969 鹿毛 アメリカ        | Northern Dancer                       | Natalma                    |                  |
| 父 Al Nasr 1978 青鹿毛 フランス       | 父の父Lyphard 1969 鹿毛 アメリカ        | Goofed                                | Court Martial              | Court Martial    |
| 父 Al Nasr 1978 青鹿毛 フランス       | 父の父Lyphard 1969 鹿毛 アメリカ        | Goofed                                | Barra                      |                  |
| 父 Al Nasr 1978 青鹿毛 フランス       | 父の母Caretta 1973 鹿毛 アイルランド    | Caro                                  | *フォルティノ              | *フォルティノ    |
| 父 Al Nasr 1978 青鹿毛 フランス       | 父の母Caretta 1973 鹿毛 アイルランド    | Caro                                  | Chambord                   |                  |
| 父 Al Nasr 1978 青鹿毛 フランス       | 父の母Caretta 1973 鹿毛 アイルランド    | Klainia                               | Klairon                    | Klairon          |
| 父 Al Nasr 1978 青鹿毛 フランス       | 父の母Caretta 1973 鹿毛 アイルランド    | Klainia                               | Kalitka                    |                  |
| 母 Coral Dance 1978 鹿毛 フランス     | 母の父Green Dancer 1972 青鹿毛 アメリカ | Nijinsky                              | Northern Dancer            | Northern Dancer  |
| 母 Coral Dance 1978 鹿毛 フランス     | 母の父Green Dancer 1972 青鹿毛 アメリカ | Nijinsky                              | Flaming Page               |                  |
| 母 Coral Dance 1978 鹿毛 フランス     | 母の父Green Dancer 1972 青鹿毛 アメリカ | Green Valley                          | Val de Loir                | Val de Loir      |
| 母 Coral Dance 1978 鹿毛 フランス     | 母の父Green Dancer 1972 青鹿毛 アメリカ | Green Valley                          | Sly Pola                   |                  |
| 母 Coral Dance 1978 鹿毛 フランス     | 母の母Carvinia 1970 青鹿毛 フランス     | *ダイアトム                           | Sicambre                   | Sicambre         |
| 母 Coral Dance 1978 鹿毛 フランス     | 母の母Carvinia 1970 青鹿毛 フランス     | *ダイアトム                           | Dictaway                   |                  |
| 母 Coral Dance 1978 鹿毛 フランス     | 母の母Carvinia 1970 青鹿毛 フランス     | Coraline                              | Fine Top                   | Fine Top         |
| 母 Coral Dance 1978 鹿毛 フランス     | 母の母Carvinia 1970 青鹿毛 フランス     | Coraline                              | Copelina                   |                  |
| 母系(F-No.)                           | (FN:20-d)                               | (FN:20-d)                             | (FN:20-d)                  | [ § 3 ]          |
| 5代内の近親交配                       | Northern Dancer 3x4=18.75%              | Northern Dancer 3x4=18.75%            | Northern Dancer 3x4=18.75% | [ § 4 ]          |
| 出典                                  | 1. 2. 3. 4.                             | 1. 2. 3. 4.                           | 1. 2. 3. 4.                | 1. 2. 3. 4.      |